# Kosrae (Bundesstaat)

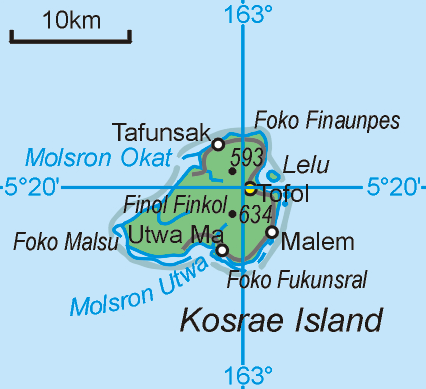
Karte

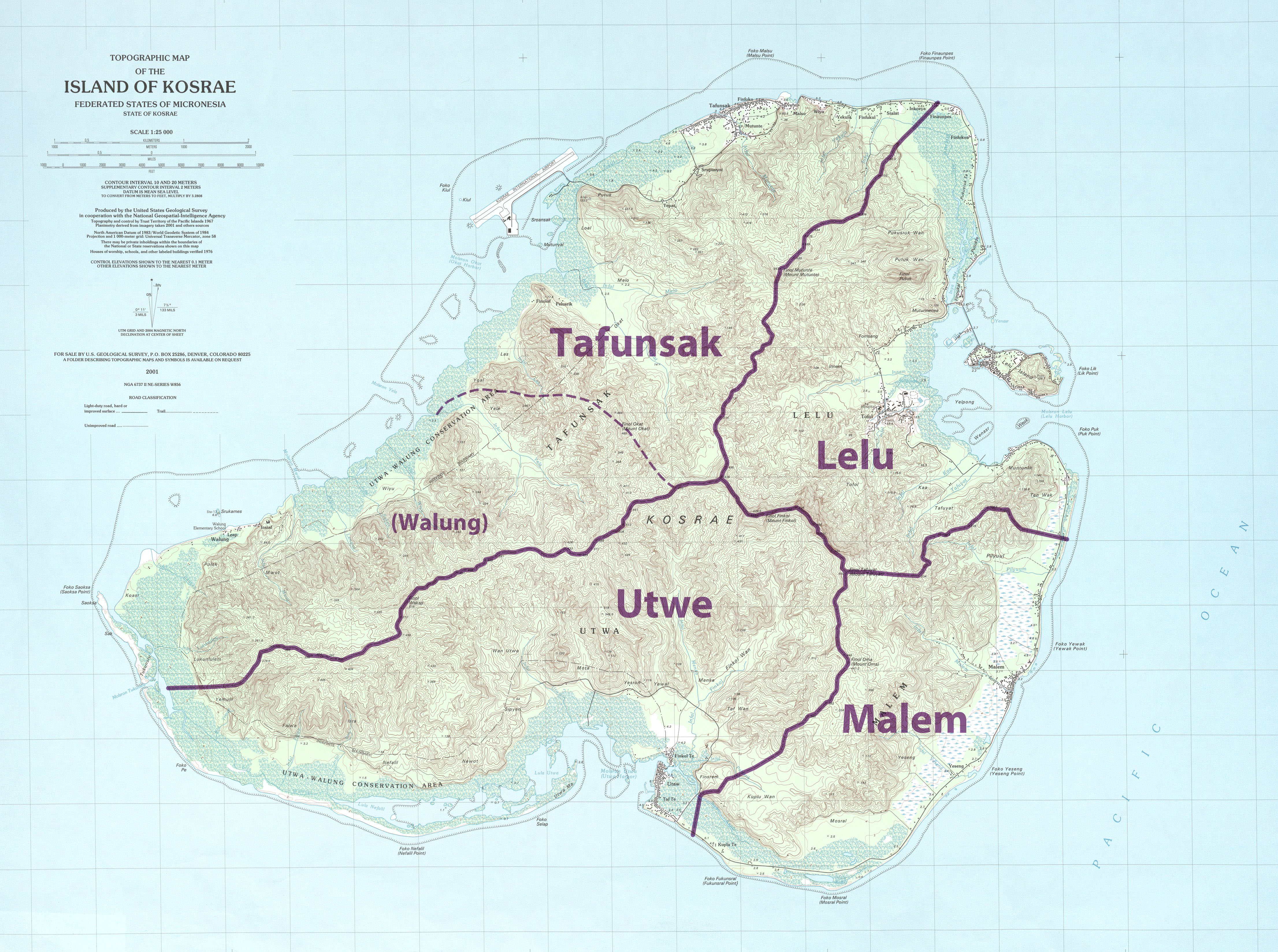
Detailkarte von Kosrae mit Gemeindegrenzen; Walung ist eine ehemalige Gemeinde

Kosrae ist einer der vier Bundesstaaten der Föderierten Staaten von Mikronesien. Zu ihm gehören neben der Hauptinsel Kosrae noch die Insel Lelu sowie sieben sehr viel kleinere Inseln, die alle küstennah innerhalb des Saumriffes liegen: Kiul (Gabert), Mutunyal, Sroansak, Srukames, Yen Yen, Yenasr und die Flughafeninsel.

## Geographie
Kosrae ist der am weitesten östlich gelegene Teilstaat der Föderierten Staaten von Mikronesien. Westlich grenzt das Gebiet an den mikronesischen Bundesstaat Pohnpei.
Die Fläche beträgt 110 km², wovon rund 98 % auf die Hauptinsel Kosrae entfallen.
Auf einer künstlichen Insel vor der Nordwestküste liegt der Flughafen Kosrae.

## Geschichte
Am 10. Mai 1979 ratifizierte Kosrae die Verfassung der Föderierten Staaten von Mikronesien und wurde mit der offiziellen Unabhängigkeit am 3. November 1986 integraler Bestandteil dieser Nation.

## Verwaltungsgliederung
Der Staat Kosrae gliedert sich in vier municipalities (Gemeinden). Von den ursprünglich fünf Gemeinden des Jahres 1980 wurde Walung in den 1980er Jahren nach Tafunsak eingegliedert.
| Municipality | Fläche km² | Bevölkerung (Census 1980) | Bevölkerung (Census 1986) | Bevölkerung (Census 1994) | Bevölkerung (Census 2000) | Bevölkerung (Census 2010) |
| ------------ | ---------- | ------------------------- | ------------------------- | ------------------------- | ------------------------- | ------------------------- |
| Lelu         | 21,5       | 1.995                     | 2.425                     | 2.404                     | 2.591                     | 2.160                     |
| Malem        | 16,8       | 1.091                     | 1.354                     | 1.430                     | 1.571                     | 1.300                     |
| Utwe         | 28,5       | 912                       | 1.077                     | 1.056                     | 1.067                     | 983                       |
| Tafunsak     | 23,3       | 1.342                     | 1.751                     | 2.427                     | 2.457                     | 2.173                     |
| Walung       | 19,5       | 151                       | –                         | –                         | –                         | –                         |
| Kosrae       | 109,6      | 5.491                     | 6.607                     | 7.317                     | 7.686                     | 6.616                     |
| 1. 2.        |            |                           |                           |                           |                           |                           |

Der Hauptort des Bundesstaats Kosrae ist Tofol im Gemeindebezirk Lelu, gelegen an der Ostküste der Insel Kosrae.
Ursprünglich wurden 1977, als die Gemeinde Kosrae aus Pohnpei ausgegliedert wurde, fünf Gemeinden gebildet. Die fünfte Gemeinde, Walung, war mit 151 Einwohnern (1980) bei weitem die kleinste Gemeinde und wurde später nach Tafunsak eingegliedert.